# Терок Нор
Терок Нор је кардасијанско име за Deep Space 9, измишљену свемирску станицу која орбитира око Бејџора.

## Дизајн
Изграђена је између 2346. и 2351. године. Њена основна сврха је била рафинисање уридијума који су Кардасијанци вадили са Бејџора.
Станица је кружног облика са 6 пилона који су постављени на 120 степени и који служе са пристајање бродова. Гледана одозго станица се састоји из три дела:
1. Командни центар, у коме се налазе OPS, шеталиште и канцеларија капетана Сиска.
2. у коме се налазе кабине посаде и гостију.
3. Прстен за пристајање, где се налазе складишта и вездушне коморе.

Пречник станице је око 1500 метара.
Прстен за пристајање бродова је пилонима подељен на три дела и сваки део заузима 120 степени пуног круга. На сваком делу налазе се 3 порта за пристајање бродова, што значи да их има укупно 9, од којих је један увек резервисан за .